# Túpolev ANT-53
El Túpolev ANT-53 fue un proyecto soviético de finales de los años 30 del siglo XX, de un avión comercial diseñado por la Oficina de Diseño Túpolev.

## Diseño y desarrollo
El Túpolev ANT-53 fue desarrollado como un avión de pasajeros derivado del bombardero pesado Túpolev TB-7, constituyendo efectivamente una contrapartida soviética al avión comercial presurizado estadounidense Boeing 307 Stratoliner. La cabina presurizada del ANT-53 habría acomodado a 48 pasajeros o 6 toneladas de carga, suministrando la potencia cuatro motores Mikulin AM-34FRNV o cuatro Tumansky M-85. Sin embargo, el desarrollo fue abandonado debido a la escasez de ingenieros aeronáuticos provocada por la Gran Purga de 1937-38.

## Aeronaves relacionadas

### Desarrollos relacionados
- Túpolev TB-7

### Aeronaves similares
- Boeing 307 Stratoliner

### Secuencias de designación
- Secuencia ANT-_ (interna de Túpolev): ← ANT-44 - ANT-46 - ANT-51 - ANT-53 - ANT-58